# Stéphane Javelle
Stéphane Javelle (ur. 16 listopada 1864, zm. 3 sierpnia 1917) – francuski astronom. Pracował jako asystent Louisa Thollona i Henriego Perrotina w Obserwatorium w Nicei. Skatalogował 1669 obiektów „mgławicowych” (głównie galaktyk) w trzech tomach „Annales de l'Observatoire de Nice”; 1460 z nich zostało później skatalogowanych przez Johna Dreyera w Index Catalogue, z czego 1420 to obiekty odkryte przez Javella’a. Do jego odkryć należy m.in. para galaktyk IC 298.
W 1894 roku otrzymał nagrodę Prix Lalande Francuskiej Akademii Nauk.